# 莫伊兹·埃沙尔吉

莫伊兹·埃沙尔吉（阿拉伯语：‎，1993年1月10日—），突尼斯男子网球运动员。
埃沙尔吉在ATP挑战巡回赛有1个双打冠军，在ITF男子世界网球巡回赛有8个单打和7个双打冠军。
他代表突尼斯对参加戴维斯杯，目前战绩为6胜7负。他在2023年非洲运动会网球比赛中获得男单和团体两枚金牌，在男双项目与同胞穆罕默德·瓦卡（Mohamed Ouakaa）搭档获得铜牌。因此他也获得了参加2024年夏季奥运会的资格。
他在大学时代代表内华达大学网球队参赛。在内华达州期间，埃沙尔吉获得了多项联盟荣誉，包括2014-15年度西山区最佳球员（Mountain West Co-Player）和2011-12年度年度新生。他和队友洛朗·加尔桑（Laurent Garcin）并列成为内华达大学网球队历史上胜场次数最多的人，总计72场胜利。

## ATP挑战赛决赛

### 双打: 1 (1–0)
| 结果 | 日期      | 巡回赛     | 级别   | 场地 | 搭档            | 对手                      | 比分                       |
| ---- | --------- | ---------- | ------ | ---- | --------------- | ------------------------- | -------------------------- |
| 胜   | 2019年3月 | 日本横滨市 | 挑战赛 | 硬地 | 斯坎德尔·曼苏里 | 马克斯·普塞尔 卢克·萨维尔 | 7–6(8–6), 6–7(3–7), [10–7] |